# 장미곡선
장미곡선이란 수학에서 극좌표에 그려진 사인곡선을 말한다. 극좌표 등식으로는 다음과 같은 형태로 표현될 수 있다.
{\displaystyle r=\cos \,k\theta }
{\displaystyle k}가 정수일 때는 다음과 같은 상황으로 나뉜다.
- 짝수일 때는 {\displaystyle 2k}개의 꽃잎이 생긴다.
- 홀수일 때는 {\displaystyle k}개의 꽃잎이 생긴다.

{\displaystyle k}가 짝수일 때는 {\displaystyle \theta }의 값이 0에서 {\displaystyle 2\pi }까지 변하면 전체 곡선이 그려진다. 하지만 {\displaystyle k}이 홀수일 때는 {\displaystyle \theta }의 값이 0에서 {\displaystyle \pi }까지 변할 때 전체 곡선이 그려진다.
{\displaystyle k}가 유리수일 때는 곡선은 유한의 길이에 의해 닫힌다. {\displaystyle k}가 무리수일 때는 닫히지 않으며 길이가 무한이다.
다음 등식에 의해(모든 {\displaystyle \theta })
{\displaystyle \sin k\theta =\cos k\theta -{\frac {\pi }{2}}=\cos k\left(\theta -{\frac {\pi }{2k}}\right)}
곡선은 극좌표 등식이 정의한다.
{\displaystyle r=\sin \,k\theta } 와 {\displaystyle r=\cos \,k\theta }
는 {\displaystyle {\frac {\pi }{2k}}\mathrm {rad} } 바퀴를 제외하고는 동등하다.

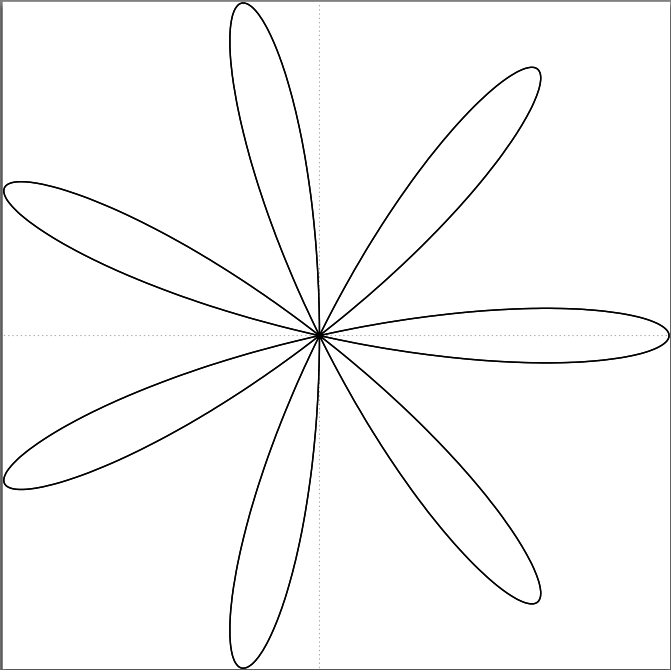
7개의 꽃잎을 지닌 장미
({\displaystyle k=7})
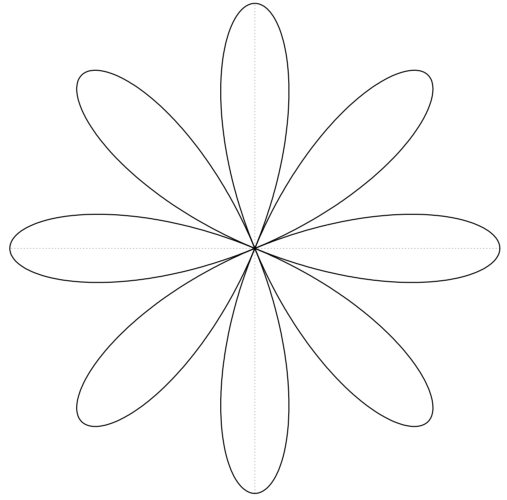
8개의 꽃잎을 지닌 장미
({\displaystyle k=4})
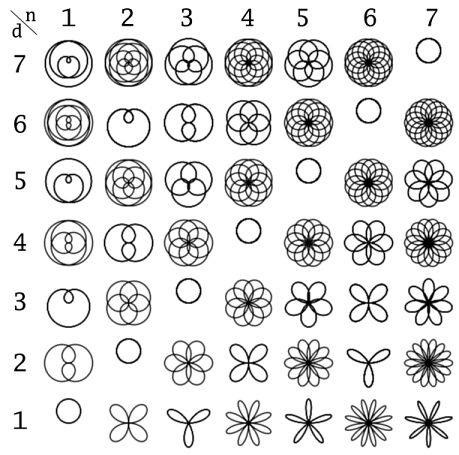
{\displaystyle k={\frac {n}{d}}}인 {\displaystyle k}에 관해
{\displaystyle r=\sin \,k\theta }로 정의되는 장미곡선